# Сан-Сильвестро-ин-Капите
Сан-Сильвестро-ин-Капите (итал. La chiesa di San Silvestro in Capite — Церковь Святого Сильвестра у Главы) — римско-католический храм с титулом малой базилики в Риме, расположенный на площади Сан-Сильвестро в районе Колонна. Храм посвящён папе римскому Сильвестру I. Название происходит от (лат. in capite), канонического титула папы Сильвестра, означающего «Первый», «Главный». Дополнительная аллюзия названия возникла после того, как в храм поместили реликвию: часть головы (capite), предположительно принадлежащей Иоанну Крестителю и хранящейся в капелле слева от входа. Храм является национальной церковью Великобритании в Риме. Вторая римская церковь, посвященная папе Сильвестру I, — Сан-Сильвестро-аль-Квиринале.

## История
Церковь была заложена в 761 году папой Павлом I для хранения мощей святых и мучеников из римских катакомб. Построена на руинах круглого в плане античного храма Солнца Непобедимого (Sol Invictus) — символа древнеримских императоров, построенного императором Аврелианом. Христианская церковь вначале была освящена в честь святых Сильвестра и Стефана.
В XII веке папа Иннокентий II перенёс в храм реликвию святого Иоанна Крестителя, и наименование изменилось на «Святого Иоанна во главе» (San Giovanni in capite). Также в XII веке монастырь, основанный при церкви, перешёл к бенедиктинскому ордену. Между 1198 и 1216 годами церковь была реконструирована и построена типично романская кампанила (колокольня) с арочными проёмами. В 1285 году монастырь перешёл к монахиням клариссам.
Здание монастыря было перестроено в 1588—1591 годах, а церковь — в 1593—1601 годах (на средства кардинала Франческо Дитрихштейна). В 1595 году работы были поручены архитектору Карло Мадерне. Внутреннее убранство было закончено в 1696 году, а в 1703 году Доменико Росси перестроил фасад.
С 1855 года в церкви служили английские отцы-паллоттины. В 1876 году монастырь был экспроприирован итальянским государством и в 1878 году преобразован в помещение центрального почтамта. В 1890 году церковь Сан-Сильвестро была подарена папой Львом XIII английским католикам. Таким образом, храм является национальной церковью Великобритании в Риме, месса регулярно проводится на английском языке.

## Архитектура и внутреннее убранство
Церковь была основательно перестроена в конце XVII — начале XVIII века в стиле барокко, но сохранила средневековую колокольню. Фасад был завершён в 1703 году. Он имеет необычный большой ордер из четырёх пилястр с ионическими капителями. Аттик венчают четыре статуи в стиле барокко: святых Сильвестра, Стефана, Франциска Ассизского и святой Клары. Над порталом на плате, несомом двумя путти, — образ Иоанна Крестителя.
Интерьер имеет единственный неф, перекрытый коробовым сводом. От первой церкви под алтарём сохранились следы фундамента. Внутренний дворик (атриум) украшен фрагментами раннехристианской скульптуры. Интерьер храма богато украшен мрамором, позолотой, фресками Карло Райнальди, Кристофоро Ронкалли, Орацио Борджианни. В церкви хранятся мощи святого Тарцизия — римского мученика первых веков христианства. Мощи Папы Сильвестра I, Папы Стефана I и Папы Дионисия были эксгумированы и повторно помещены под главный алтарь, когда новая церковь была освящена в 1601 году.
Главный алтарь церкви в 1518 году был заказан Пьеро Содерини во Флоренции. Считается, что на этот алтарь, предшествующий нынешнему, повлиял стиль Микеланджело. Новый алтарь венчает резной киворий работы Карло Райнальди (1667). Купол расписан фресками Кристофоро Ронкалли (1605). В апсиде — фрески Орацио Борджианни: «Мученичество Святого Стефана» и «Посланники Константина призывают Святого Сильвестро» (1610). В баптистерии находится картина Лудовико Джиминьяни «Крещение Константина». В трансепте — композиции «История Святого Сильвестра» (1690), также Джиминьяни, и «Мадонна с Младенцем» Баччо Чарпи.
Маттиа де Росси разработал лепной декор, выполненный Камилло Рускони и Мишелем Майлем между 1689 и 1691 годами. Свод нефа в 1683—1684 годах расписан Джачинто Бранди на тему «Мадонна во Славе со святыми Сильвестром и Иоанном Крестителем».
Трансепт и шесть боковых капелл, выходящих в неф, содержат многие произведения искусства. В первой капелле справа находится алтарная картина Джузеппе Кьяри «Мадонна с Младенцем, святыми Антонием Падуанским и Стефаном» (1695—1696). Во второй капелле: «Святой Франциск получает стигматы» (1610) работы Орацио Джентилески, а также картины Луиджи Гарци, изображающих жизнь святого.
В третьей — «Сошествие Святого Духа на апостолов» Джузеппе Гецци. В левом трансепте находится картина Теренцио Теренци «Мадонна с Младенцем». В капелле Санта-Кьяра (первой капелле слева) имеются фрески три картины с рассказами о Страстях Христовых работы Франческо Тревизани (1695—1697). В третьей капелле слева находится фреска Лудовико Джиминьяни «Непорочное зачатие». Далее: произведения Камилло Рускони, Джузеппе Бартоломео Киари, Пьер Франческо Маццукелли (Мораццоне).

## Титулярная церковь
Церковь Сан-Сильвестро-ин-Капите с 6 июля 1517 года является титулярной, с титулом церкви «Сан-Сильвестро-ин-Капите». С 28 июня 2017 года кардиналом-священником является лаосский кардинал Луи-Мари Линг Мангкханекхоун.

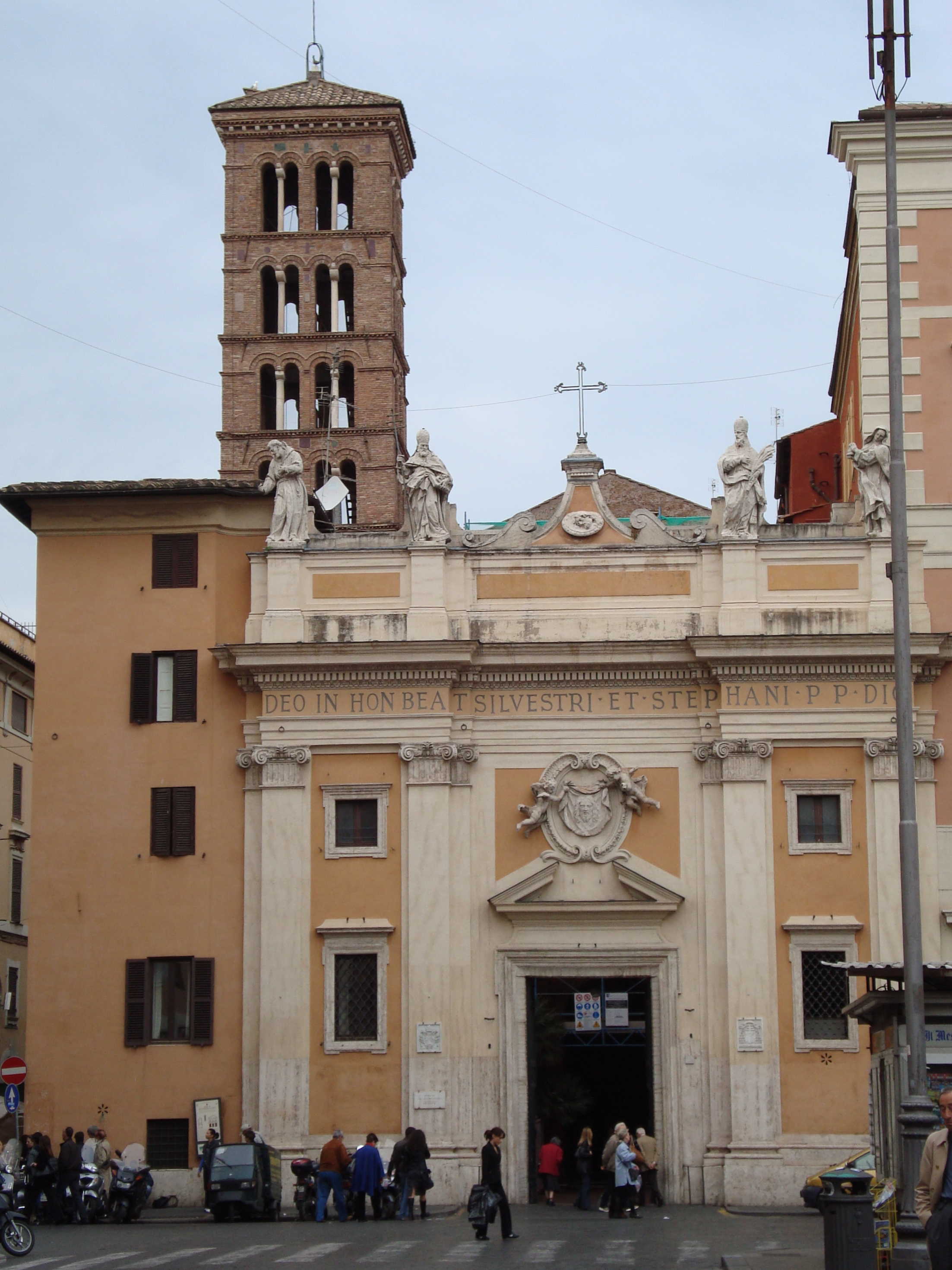
Главный фасад и кампанила
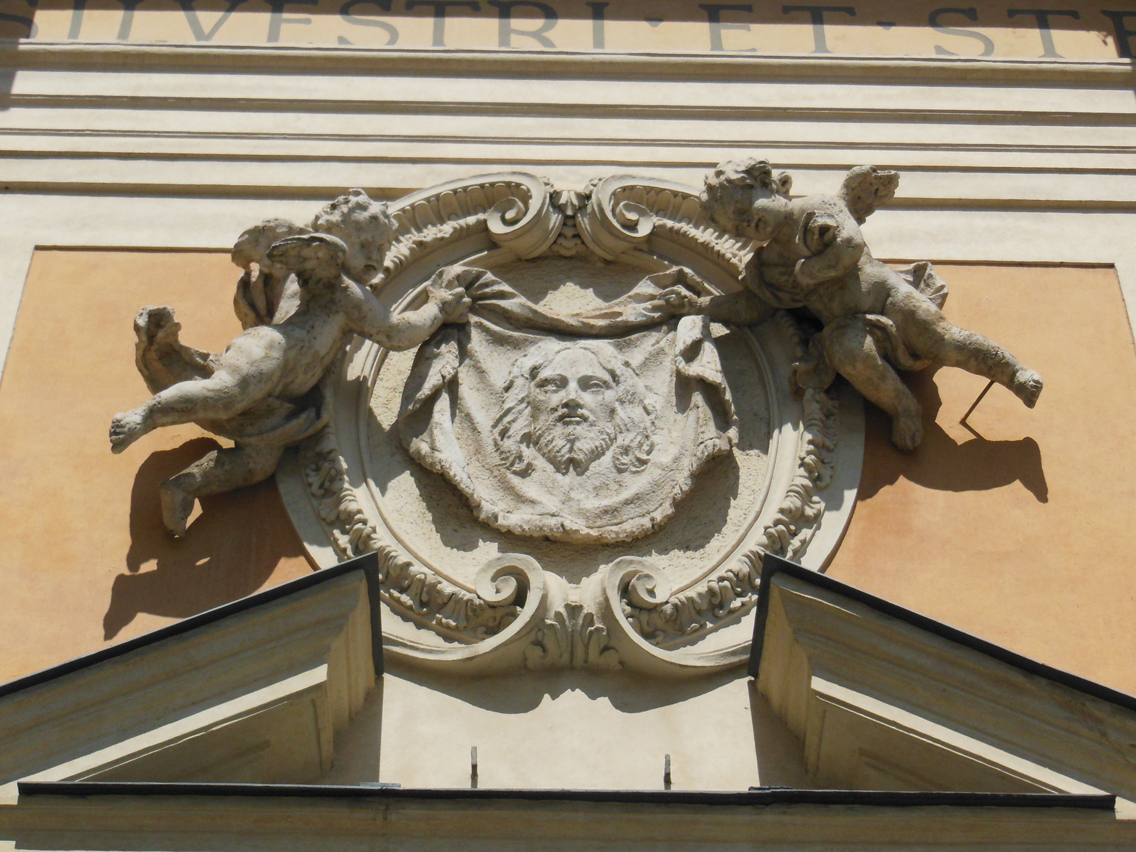
Эмблема портала: образ Иоанна Крестителя
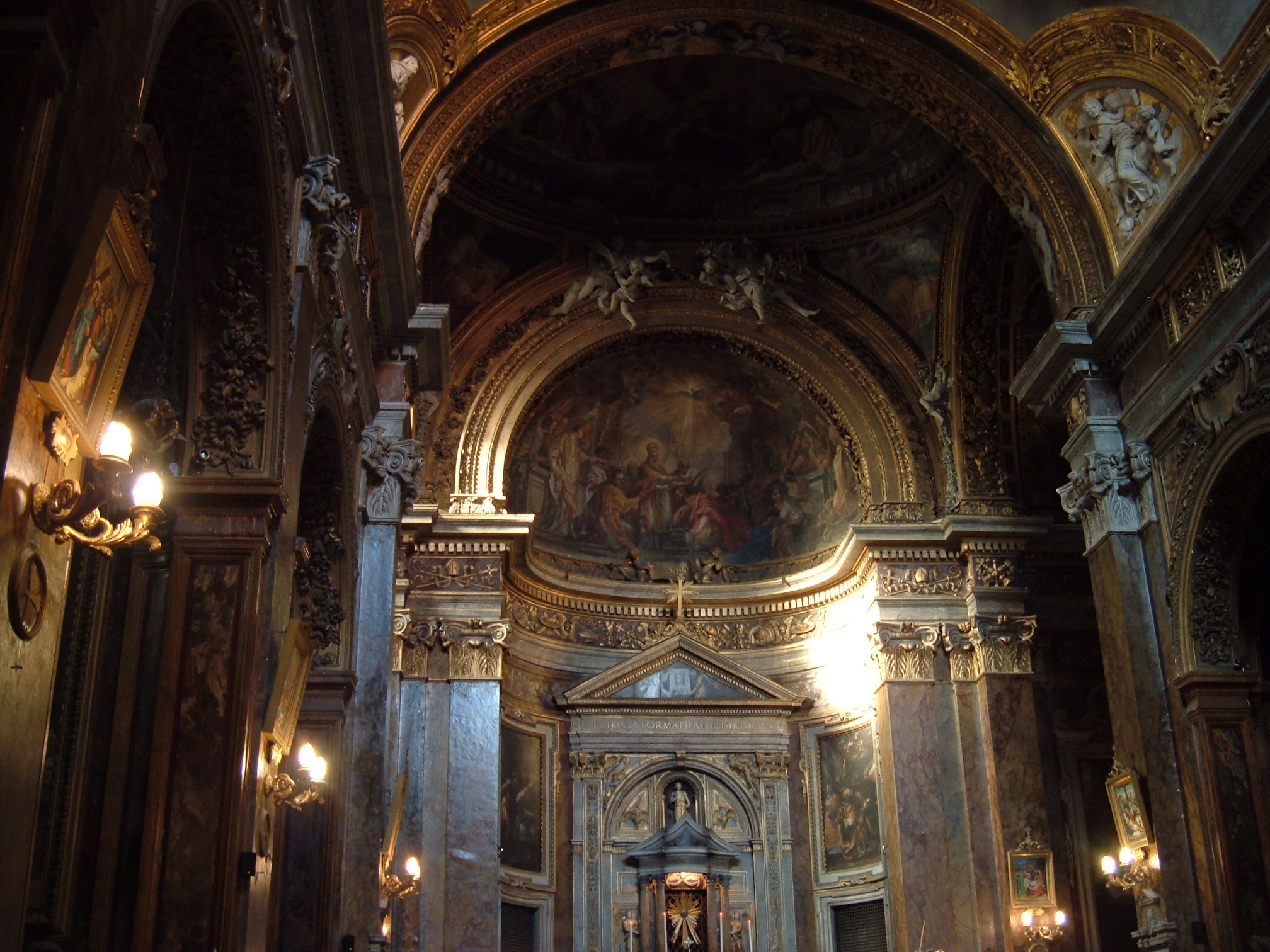
Апсида и главный алтарь
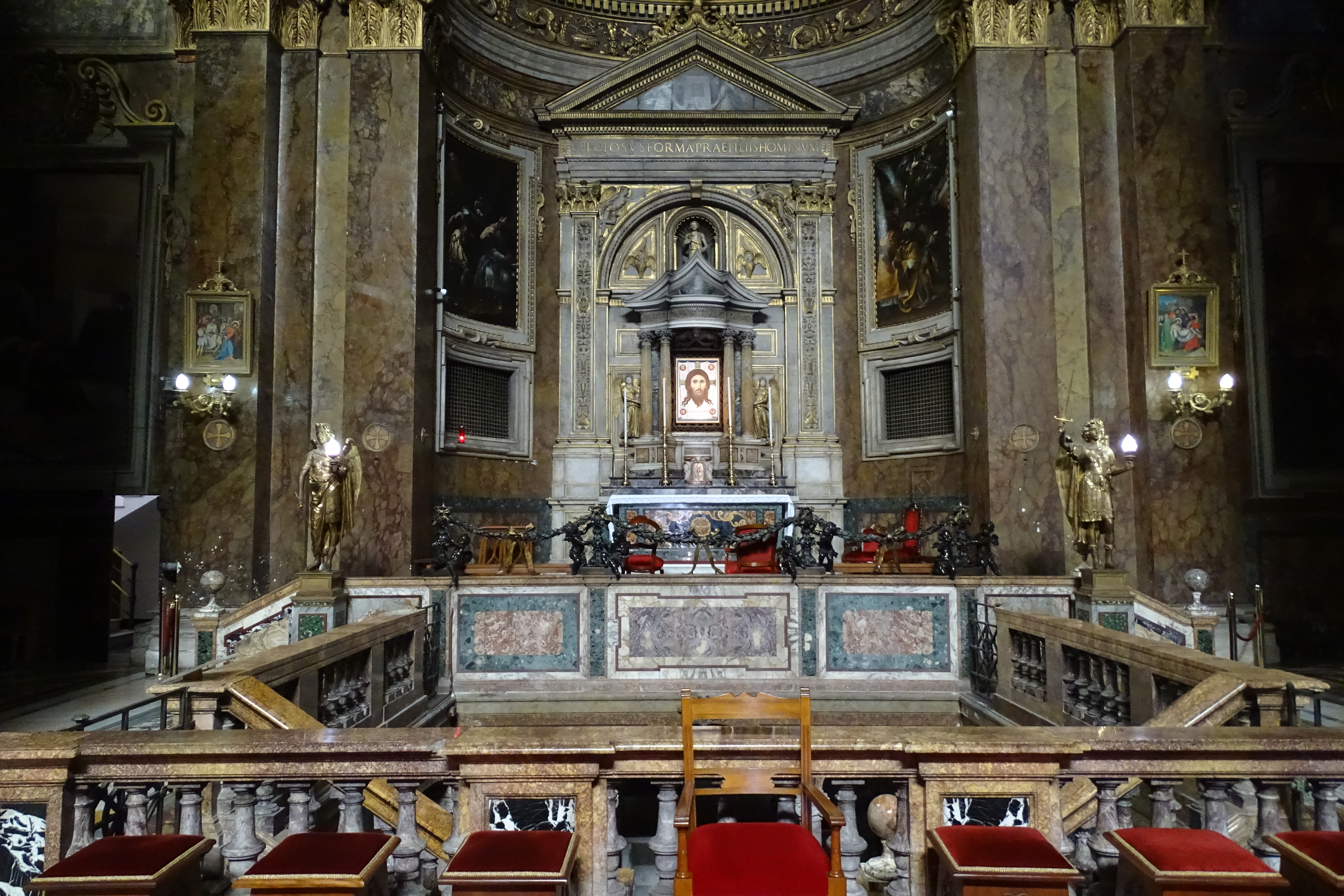
Главный алтарь и вход в крипту
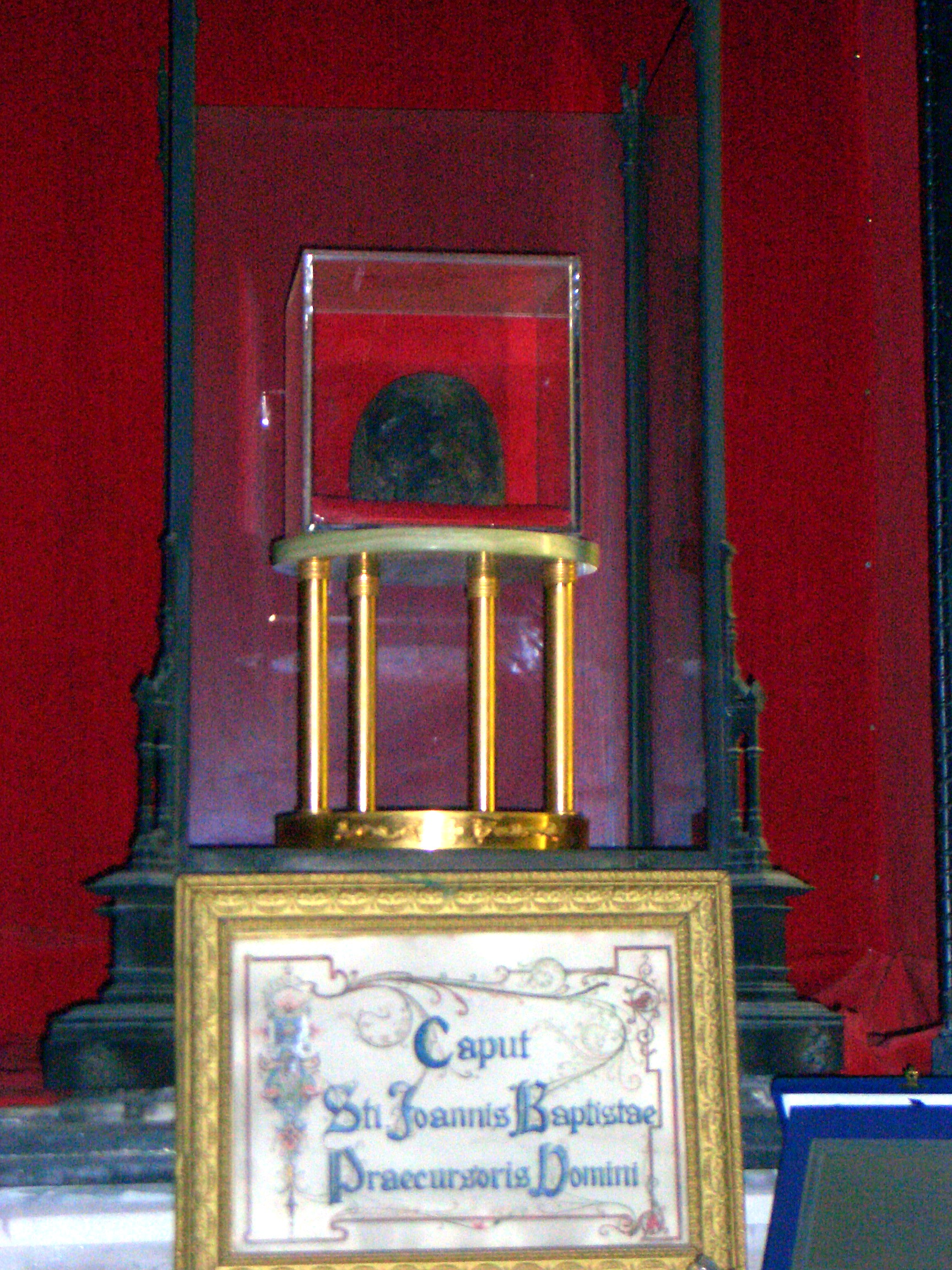
Голова Иоанна Крестителя
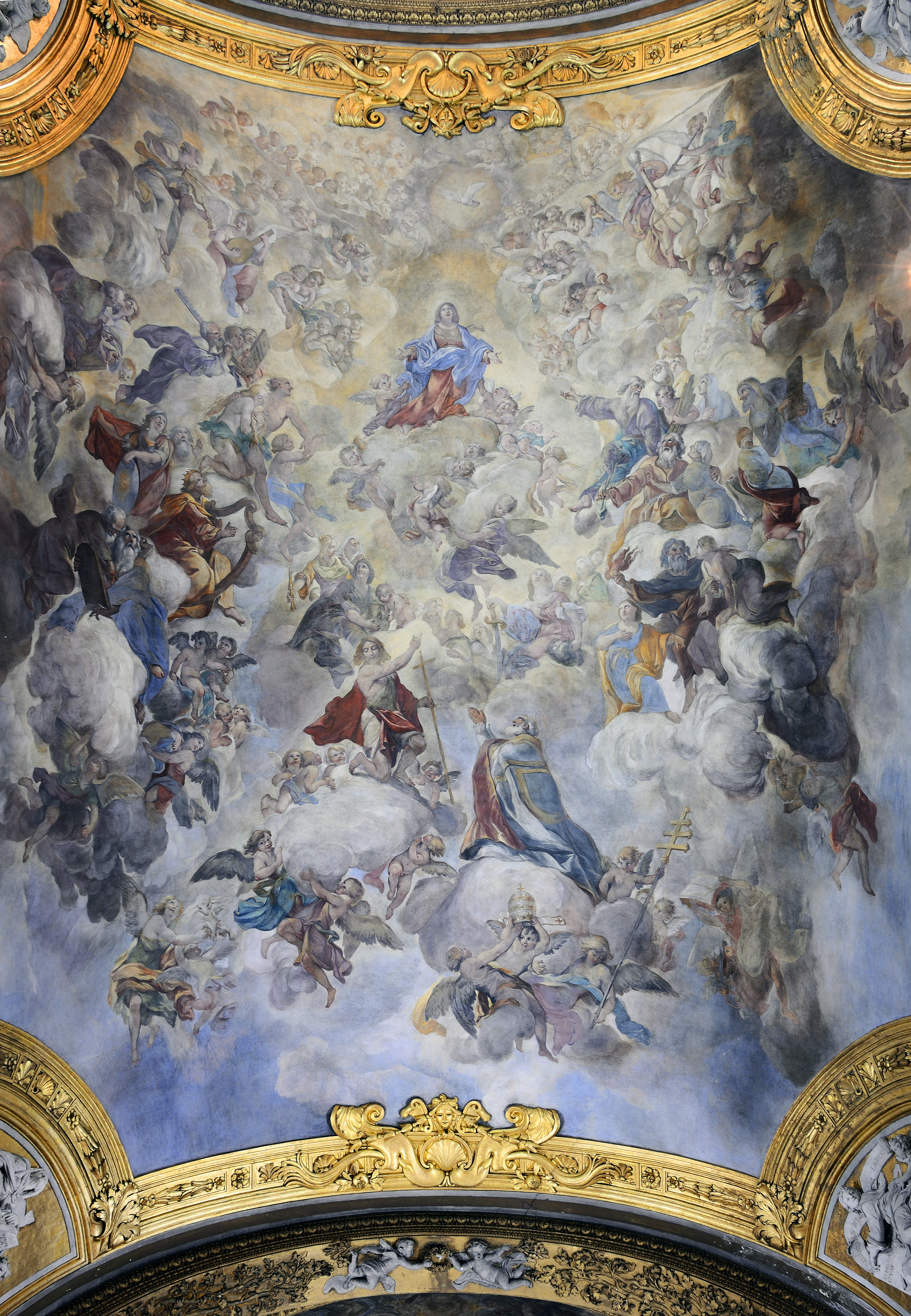
Дж. Бранди. Мадонна во Славе со святыми Сильвестром и Иоанном Крестителем. Роспись свода нефа. 1683—1684
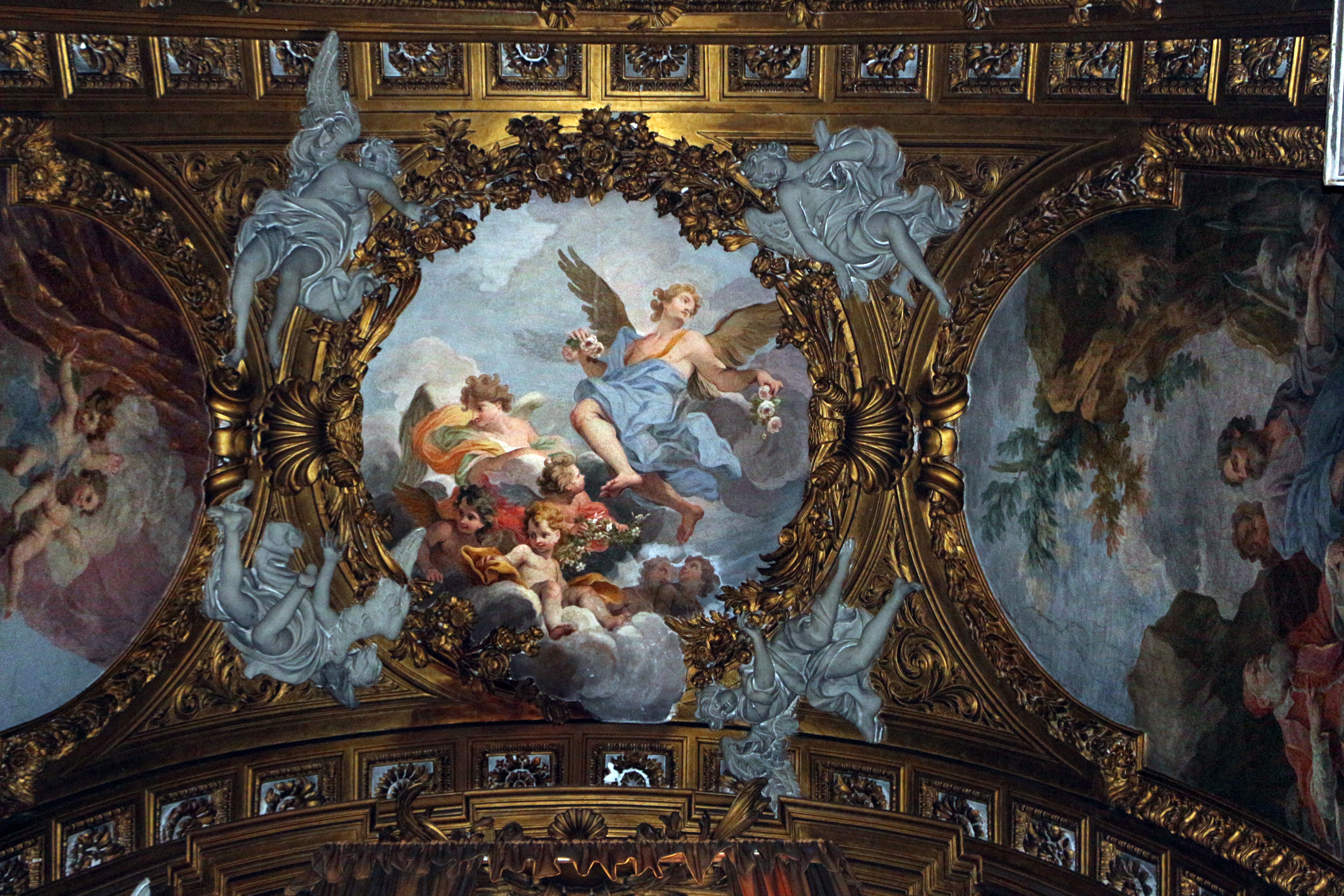
Л. Джиминьяни. Эдесский образ (Плат нерукотворный), принесённый больному царю Авгару, слава ангелов и святой Сильвестр. Деталь росписи свода. 1688-1690
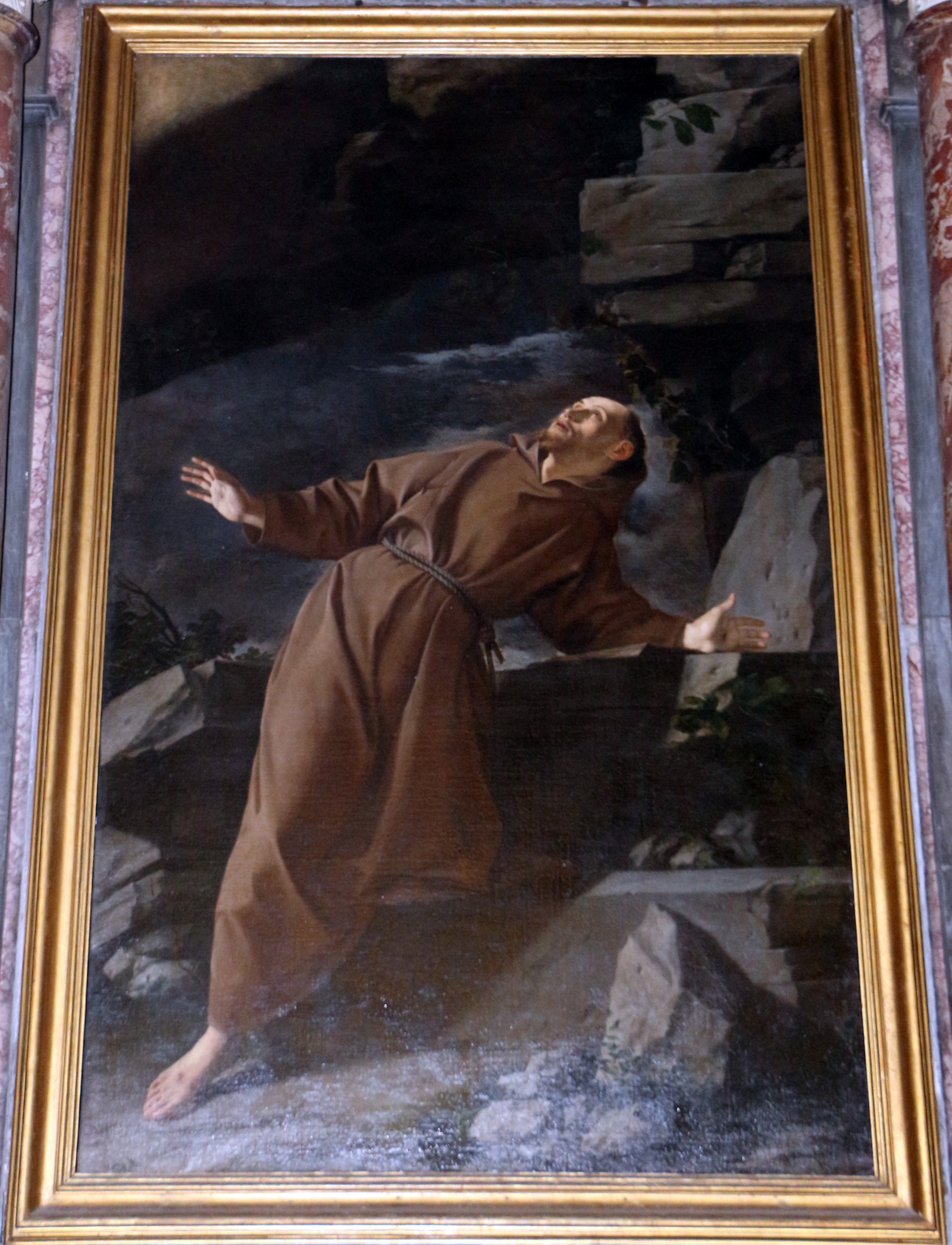
O. Джентилески. Святой Франциск получает стигматы. 1610
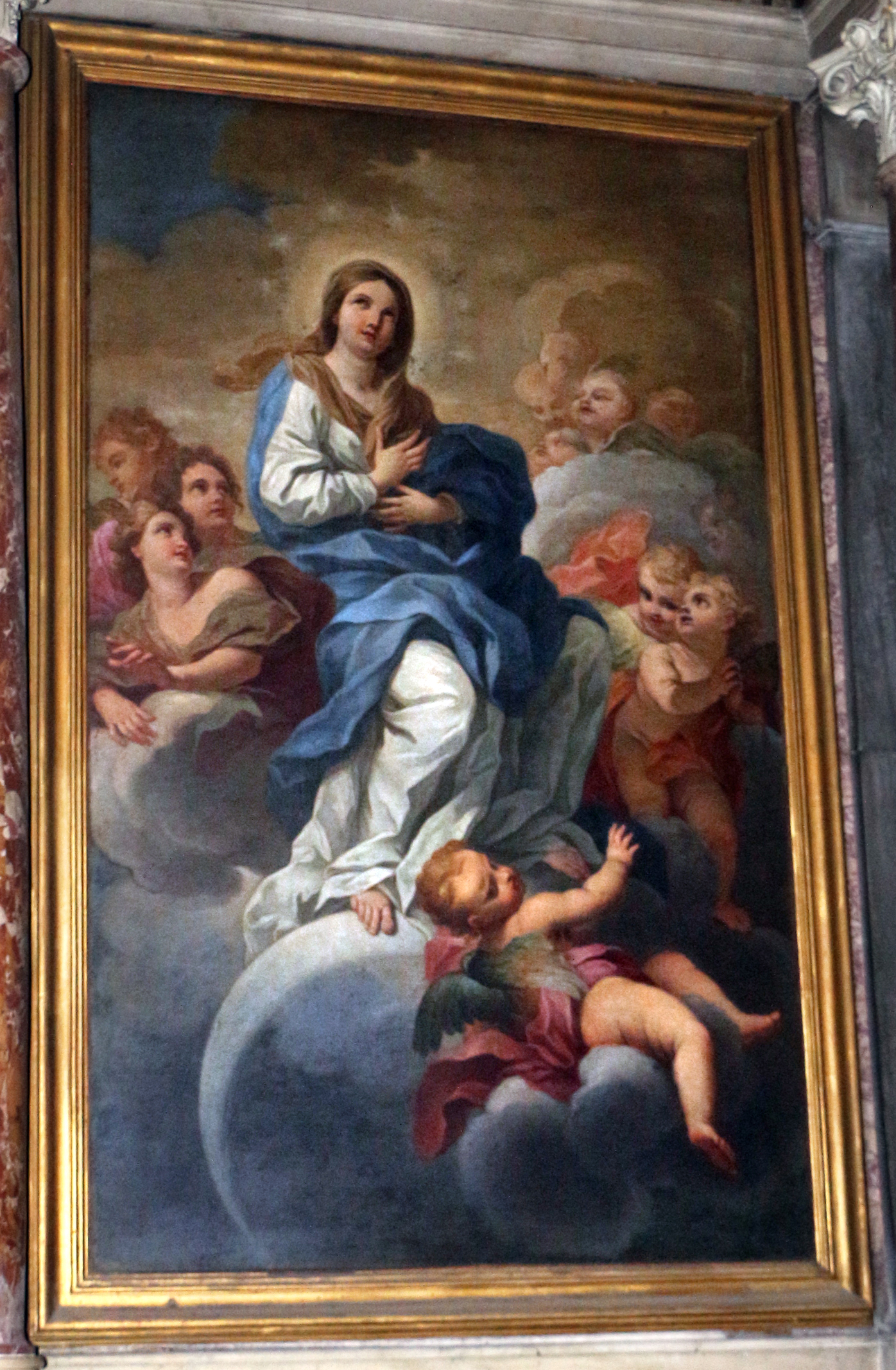
Л. Джиминьяни. Мадонна Иммакулата. 1695-1696
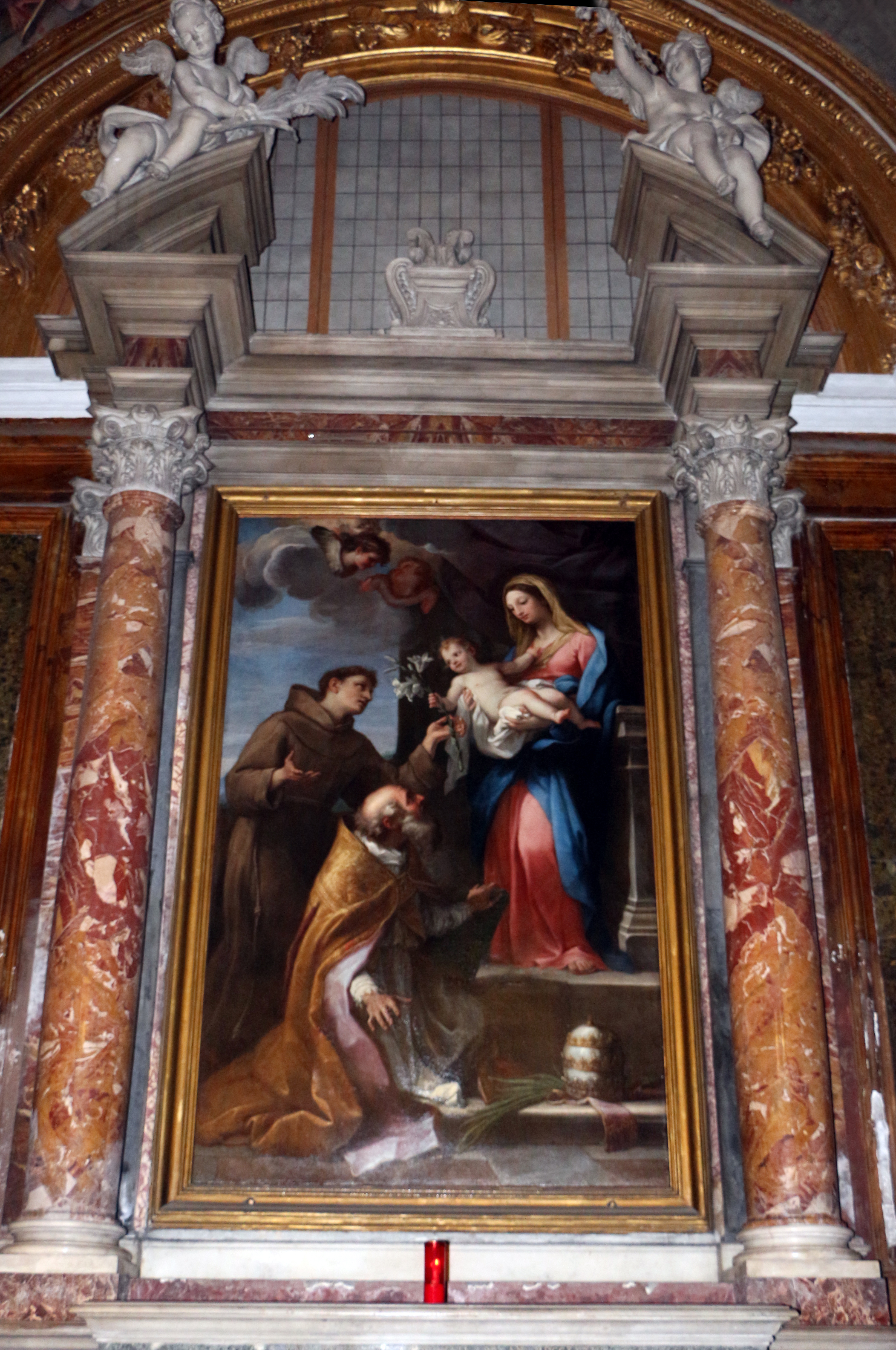
Дж. Кьяри. Мадонна с Младенцем, святыми Антонием Падуанским и Стефаном. 1695—1696